# Micropsectra andalusiaca
Micropsectra andalusiaca är en tvåvingeart som beskrevs av Marcuzzi 1950. Micropsectra andalusiaca ingår i släktet Micropsectra och familjen fjädermyggor.
Artens utbredningsområde är Spanien. Inga underarter finns listade i Catalogue of Life.